# Viloco
Viloco ist eine Ortschaft im Departamento La Paz im südamerikanischen Anden-Staat Bolivien.

## Lage im Nahraum
Viloco ist der bevölkerungsreichste Ort im Municipio Cairoma in der Provinz Loayza. Die Ortschaft Viloco liegt auf einer Höhe von 4270 m in einem der westlichen Täler der Cordillera Quimsa Cruz.

## Geographie
Viloco liegt zwischen dem bolivianischen Altiplano im Westen und dem Amazonas-Tiefland im Osten. Die Region weist ein typisches Tageszeitenklima auf, bei dem die Temperaturunterschiede zwischen Tag und Nacht größer sind als die mittleren Temperaturunterschiede zwischen den Jahreszeiten.
Die mittlere Durchschnittstemperatur der Region liegt bei 9 °C, der Jahresniederschlag beträgt 500 bis 600 mm (siehe Klimadiagramm Viloco), mit einer ausgeprägten Trockenzeit von Mai bis August mit Monatswerten von unter 15 mm Niederschlag.

## Infrastruktur
Viloco liegt in einer Entfernung von 153 Straßenkilometern südöstlich von La Paz, der Hauptstadt des gleichnamigen Departamentos.
Von La Paz aus führt eine Landstraße entlang des Río de la Paz über die Zona Sur und Mecapaca nach Südosten. Nach etwa 98 Kilometern wird der Río de la Paz auf einer Höhe von 1710 m verlassen, die Straße steigt nun an und erreicht Viloco nach weiteren 55 Kilometern.

## Bevölkerung
Die Einwohnerzahl der Ortschaft ist in den vergangenen beiden Jahrzehnten um etwa ein Fünftel zurückgegangen:
| Jahr | Einwohner | Quelle       |
| ---- | --------- | ------------ |
| 1992 | 2 095     | Volkszählung |
| 2001 | 1 403     | Volkszählung |
| 2012 | 1 656     | Volkszählung |
| 2024 |           | Volkszählung |

## Flugzeugabsturz von Viloco
Am Nachmittag des 26. Septembers 1969 stürzte eine von Santa Cruz (Flughafen El Trompillo) kommende Douglas DC-6 im bergigen Umland von Viloco ab. Bei dem Absturz starben 74 Personen, dabei der Großteil der Mannschaft des Fußballvereins Club The Strongest aus La Paz. Dies war bisher der Absturz mit den meisten Todesopfern in Bolivien.